# Astaná
Astaná ([astaˈna]ⓘ en kazajo: Астана, en ruso: Астана́) conocida hasta 1998 como Akmolá y renombrada entre los años 2019 y 2022 como Nursultán (en kazajo: Нұр-Сұлтан; en ruso: Нур-Султа́н) es la capital de Kazajistán desde 1997. Se encuentra situada en el centro-norte del país y constituye una ciudad con estatus federal dentro de la provincia de Akmolá, políticamente independiente y cuya capital es la ciudad de Kokshetau.

## Etimología
La palabra Astaná en idioma kazajo significa literalmente «ciudad capital». Antiguamente tenía el nombre Tselinogrado y después de Akmolá («tumba blanca») hasta 1998, año en el que pasó a ser la nueva capital de Kazajistán y recibió el nombre de Astaná.
El 20 de marzo de 2019, el nuevo presidente de Kazajistán, Kassym-Jomart Tokayev, en su discurso inaugural tras prestar juramento, propuso cambiar el nombre de Astaná a Nur-Sultan en honor al primer presidente de la República, Nursultan Nazarbayev. Se propuso agregar un guion al nombre, dividiéndolo en dos palabras, que traducidas del árabe significan nur (árabe: نور) "luz" y sultan (árabe: سلطان) - "gobernante". La propuesta fue apoyada por el Parlamento de Kazajistán. El 23 de marzo, Tokayev firmó un decreto que cambiaba el nombre de la ciudad. En 2008, la idea había sido rechazada por el propio presidente Nursultan Nazarbayev, que dijo que la decisión de cambiar el nombre de la ciudad debería ser para las generaciones futuras. Sin embargo, el nuevo jefe de Estado hizo efectivo el cambio de nombre, decisión que revirtió en 2022, dada la controversia a nivel internacional, y la voluntad de internacionalizar una buena imagen del país.

## Historia
Una tropa de cosacos siberianos fundó un fuerte en los altos del río Ishim en 1824. Posteriormente creció y se la conoció como Akmólinsk. En 1961 se la renombró como Tselinogrado y se convirtió en la capital del krai de Tselinogrado (traducido literalmente como Territorio de las Tierras Vírgenes). Fue el centro de la Campaña de las Tierras Vírgenes dirigida por Nikita Jrushchov en la década de 1950, con el fin de convertir a la RSS de Kazajistán en un segundo productor de grano para la Unión Soviética.
Después de que Kazajistán lograra la independencia, la ciudad y el óblast fueron renombrados como Aqmola (Tumba Blanca). En 1994 se la designó como la futura capital del país. Cuando la capital fue trasladada desde Alma Ata en 1997, se la empezó a llamar con el nombre actual, que significa capital en idioma kazajo.
La ciudad ha sido transformada mediante uno de los proyectos de urbanización más grandes y caros del mundo, financiado con dinero del petróleo y la minería. El proyecto ha sido impulsado por el presidente Nursultán Nazarbáyev.
Hay varias teorías acerca del traslado de la capital. Se dice que fue para dominar a la región norte del país, de mayoría rusa, y para evitar una posible secesión; otros dicen que se trató de alejarla de las fronteras, ya que Alma Ata está a tan sólo 60 km de China y a 50 de Kirguistán.

## Geografía
La ciudad está situada en el centro de Kazajistán en una estepa semidesértica muy plana, siendo irrigada por el río Ishim, que la divide en dos barrios. Su ubicación alejada de la costa y cuerpos de agua significativos ocasionan un drástico cambio en la temperatura entre los meses de invierno y verano, con temperaturas extremas. La altitud de Astaná es de 347 m sobre el nivel del mar. Se encuentra en la zona con una vegetación de estepa subdesértica y/o continental templada. Los barrios que fueron construidos en primer lugar están situados al norte del río, mientras que los modernos se hallan al sur del mismo.

### Clima
Astaná es la segunda capital más fría del mundo (después de Ulán Bator) con temperaturas invernales que pueden descender hasta los −50 °C. La ciudad tiene un clima continental, caracterizado por poseer inviernos extremadamente fríos y veranos cálidos, áridos y semiáridos. La temperatura anual media en Astaná es de 3 °C. Enero es el mes más frío con una temperatura media de −15 °C. Julio es el mes más cálido con una temperatura media de 22 °C.
| Parámetros climáticos promedio de Astaná (1991-2020) | Parámetros climáticos promedio de Astaná (1991-2020) | Parámetros climáticos promedio de Astaná (1991-2020) | Parámetros climáticos promedio de Astaná (1991-2020) | Parámetros climáticos promedio de Astaná (1991-2020) | Parámetros climáticos promedio de Astaná (1991-2020) | Parámetros climáticos promedio de Astaná (1991-2020) | Parámetros climáticos promedio de Astaná (1991-2020) | Parámetros climáticos promedio de Astaná (1991-2020) | Parámetros climáticos promedio de Astaná (1991-2020) | Parámetros climáticos promedio de Astaná (1991-2020) | Parámetros climáticos promedio de Astaná (1991-2020) | Parámetros climáticos promedio de Astaná (1991-2020) | Parámetros climáticos promedio de Astaná (1991-2020) |
| Mes                                                  | Ene.                                                 | Feb.                                                 | Mar.                                                 | Abr.                                                 | May.                                                 | Jun.                                                 | Jul.                                                 | Ago.                                                 | Sep.                                                 | Oct.                                                 | Nov.                                                 | Dic.                                                 | Anual                                                |
| ---------------------------------------------------- | ---------------------------------------------------- | ---------------------------------------------------- | ---------------------------------------------------- | ---------------------------------------------------- | ---------------------------------------------------- | ---------------------------------------------------- | ---------------------------------------------------- | ---------------------------------------------------- | ---------------------------------------------------- | ---------------------------------------------------- | ---------------------------------------------------- | ---------------------------------------------------- | ---------------------------------------------------- |
| Temp. máx. abs. (°C)                                 | 5.0                                                  | 8.2                                                  | 22.1                                                 | 29.7                                                 | 36.1                                                 | 40.1                                                 | 41.6                                                 | 38.7                                                 | 36.2                                                 | 26.7                                                 | 18.5                                                 | 4.5                                                  | 41.6                                                 |
| Temp. máx. media (°C)                                | -10.3                                                | -8.8                                                 | -1.5                                                 | 12.2                                                 | 20.9                                                 | 25.8                                                 | 26.6                                                 | 25.5                                                 | 18.9                                                 | 10.4                                                 | -1.3                                                 | -8.0                                                 | 9.2                                                  |
| Temp. media (°C)                                     | -14.5                                                | -13.6                                                | -6.0                                                 | 6.5                                                  | 14.5                                                 | 19.6                                                 | 20.6                                                 | 19.1                                                 | 12.6                                                 | 5.0                                                  | -5.2                                                 | -12.0                                                | 3.9                                                  |
| Temp. mín. media (°C)                                | -18.7                                                | -18.0                                                | -10.4                                                | 1.2                                                  | 8.2                                                  | 13.4                                                 | 14.9                                                 | 13.0                                                 | 6.8                                                  | 0.5                                                  | -8.7                                                 | -16.0                                                | -1.2                                                 |
| Temp. mín. abs. (°C)                                 | -51.6                                                | -48.9                                                | -37.2                                                | -27.8                                                | -10.8                                                | -1.5                                                 | 2.3                                                  | -2.2                                                 | -8.2                                                 | -25.3                                                | -39.2                                                | -43.5                                                | -51.6                                                |
| Precipitación total (mm)                             | 18                                                   | 17                                                   | 20                                                   | 22                                                   | 33                                                   | 40                                                   | 56                                                   | 31                                                   | 21                                                   | 26                                                   | 29                                                   | 25                                                   | 338                                                  |
| Nevadas (cm)                                         | 19                                                   | 23                                                   | 19                                                   | 1                                                    | 0                                                    | 0                                                    | 0                                                    | 0                                                    | 0                                                    | 0                                                    | 4                                                    | 13                                                   | 79                                                   |
| Días de lluvias (≥ 1 mm)                             | 2                                                    | 2                                                    | 5                                                    | 9                                                    | 15                                                   | 13                                                   | 15                                                   | 13                                                   | 12                                                   | 10                                                   | 7                                                    | 3                                                    | 106                                                  |
| Días de nevadas (≥ 1 mm)                             | 25                                                   | 23                                                   | 19                                                   | 6                                                    | 1                                                    | 0.1                                                  | 0                                                    | 0                                                    | 1                                                    | 7                                                    | 18                                                   | 24                                                   | 124.1                                                |
| Horas de sol                                         | 103                                                  | 147                                                  | 192                                                  | 238                                                  | 301                                                  | 336                                                  | 336                                                  | 294                                                  | 230                                                  | 136                                                  | 100                                                  | 94                                                   | 2507                                                 |
| Humedad relativa (%)                                 | 78                                                   | 77                                                   | 79                                                   | 64                                                   | 54                                                   | 53                                                   | 59                                                   | 57                                                   | 59                                                   | 68                                                   | 80                                                   | 79                                                   | 67.3                                                 |
| Fuente n.º 1: Погода и климат                        |                                                      |                                                      |                                                      |                                                      |                                                      |                                                      |                                                      |                                                      |                                                      |                                                      |                                                      |                                                      |                                                      |
| Fuente n.º 2: NOAA (Horas de sol, 1961-1990)         |                                                      |                                                      |                                                      |                                                      |                                                      |                                                      |                                                      |                                                      |                                                      |                                                      |                                                      |                                                      |                                                      |

## Demografía
| Gráfica de evolución de Astaná entre 1945 y 2020 |
|                                                  |

La población de la ciudad hacia 2002 era de 277 000 habitantes, que llegó hasta los 600 000 en 2007 y según una estimación de noviembre de 2008, 750 000 habitantes.
Antes de 2007, la población de Astaná era muy inferior a la que se encuentra hoy en día, y se estima que rondará la cifra de 2 millones hacia 2030. El desarrollo de la nueva capital ha atraído a migrantes procedentes de otras provincias de Kazajistán y de estados vecinos como Uzbekistán y Kirguistán, además de ser un centro de interés para los jóvenes profesionales. Esto produjo un cambio en la demografía de la ciudad, trayendo a más kazajos étnicos a una ciudad con población mayoritariamente eslava, desde 1989, cuando alcanzaba al 17%, la población de origen kazajo aumentó hasta llegar al 60%. En 1999, Astaná tenía una población de 281 000 habitantes, con una mezcla étnica de kazajos, rusos, ucranianos y alemanes del Volga.
Según un escrutinio realizado entre el 5 de noviembre y el 5 de diciembre, los resultados arrojaban que Astaná contaba con una población de 700 000 habitantes.
La composición étnica de la ciudad en el censo de 1999 era el siguiente: el 40,5% de la población eran rusos; el 5,7% ucranianos, un 3% eran alemanes, el 2,6 % eran tártaros, el 1,8% bielorrusos y el 0,8 % polacos. Aunque la población kazaja supera a la rusa con un 41,8% los rusos forman el mayor grupo étnico de la ciudad, mientras que los ingusetios y los coreanos cuentan cada uno con un 0,8% del total. Otras minorías notables son los uzbekos, con el 3,8 % de la población.
Para el año 2021 la distribución étnica varió.

## Economía
Las políticas públicas y la administración del gobierno son las actividades económicas principales de la capital, que también forma una zona económica especial. Astaná es considerada uno de los proyectos de crecimiento urbano más grandes del mundo, pues el dinero del "oro negro" (petróleo) ha sido invertido en edificios del gobierno, una residencia para el presidente, una mezquita, parques y numerosos monumentos. El objeto del proyecto, además de hacer de la ciudad el centro de Kazajistán, es ser la capital de Asia Central, aunque hasta el momento Taskent sigue siendo la capital de esta zona.

## Gente y cultura

### Planificación urbana

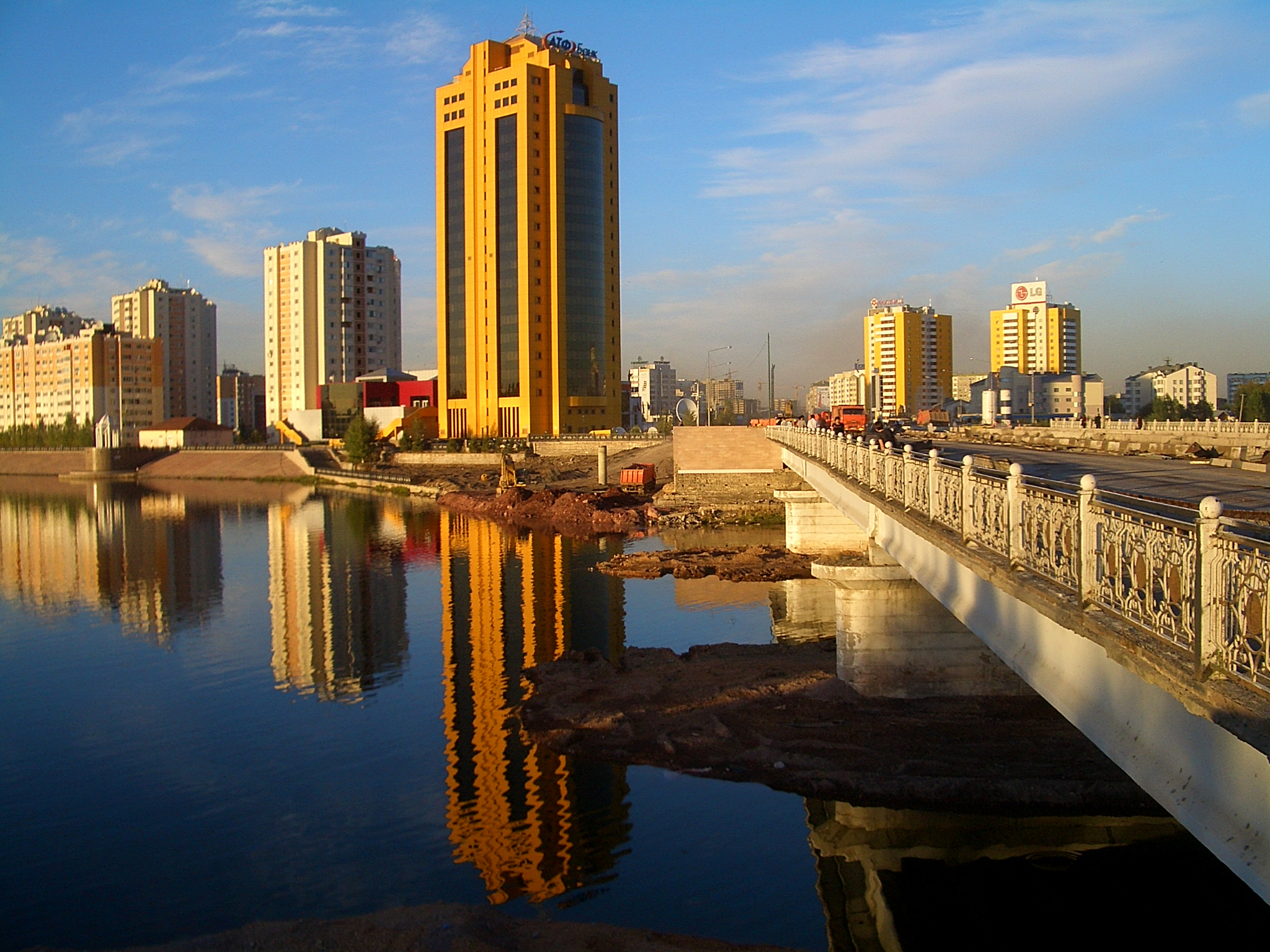
Puente sobre el río Ishim

Se puede establecer una amplia división de la ciudad en varias áreas diferenciadas entre sí. Las zonas al norte de la línea de ferrocarril que cruza la ciudad de este a oeste, son industriales, y hay áreas residenciales pobres. Entre la vía del ferrocarril y el río Ishim, se encuentra el centro urbano, donde en la actualidad está teniendo lugar una intensa actividad constructiva. Hacia el este y el oeste de la ciudad, hay áreas residenciales de mayor nivel, donde se han dejado espacios para los parques. También está la nueva área gubernamental, al sur del río Ishim, donde se están construyendo edificios de altura considerable, y donde se están planeando nuevos proyectos de gran envergadura. Entre los proyectos que se están debatiendo, figura la creación de una gran área diplomática y muchos edificios gubernamentales. Todas estas construcciones se cree que estarán terminadas hacia el año 2030. Los planos originales para la creación de la nueva Astaná, fueron creados por el arquitecto japonés Kishō Kurokawa, que ya antes había diseñado el nuevo aeropuerto de la ciudad. El concejal de urbanismo de esta ciudad, Vladimir Laptev, es partidario de crear un Berlín al estilo centroasiático, argumentando que una capital puramente administrativa del estilo de Canberra en Australia, no es uno de sus objetivos.

### Arquitectura

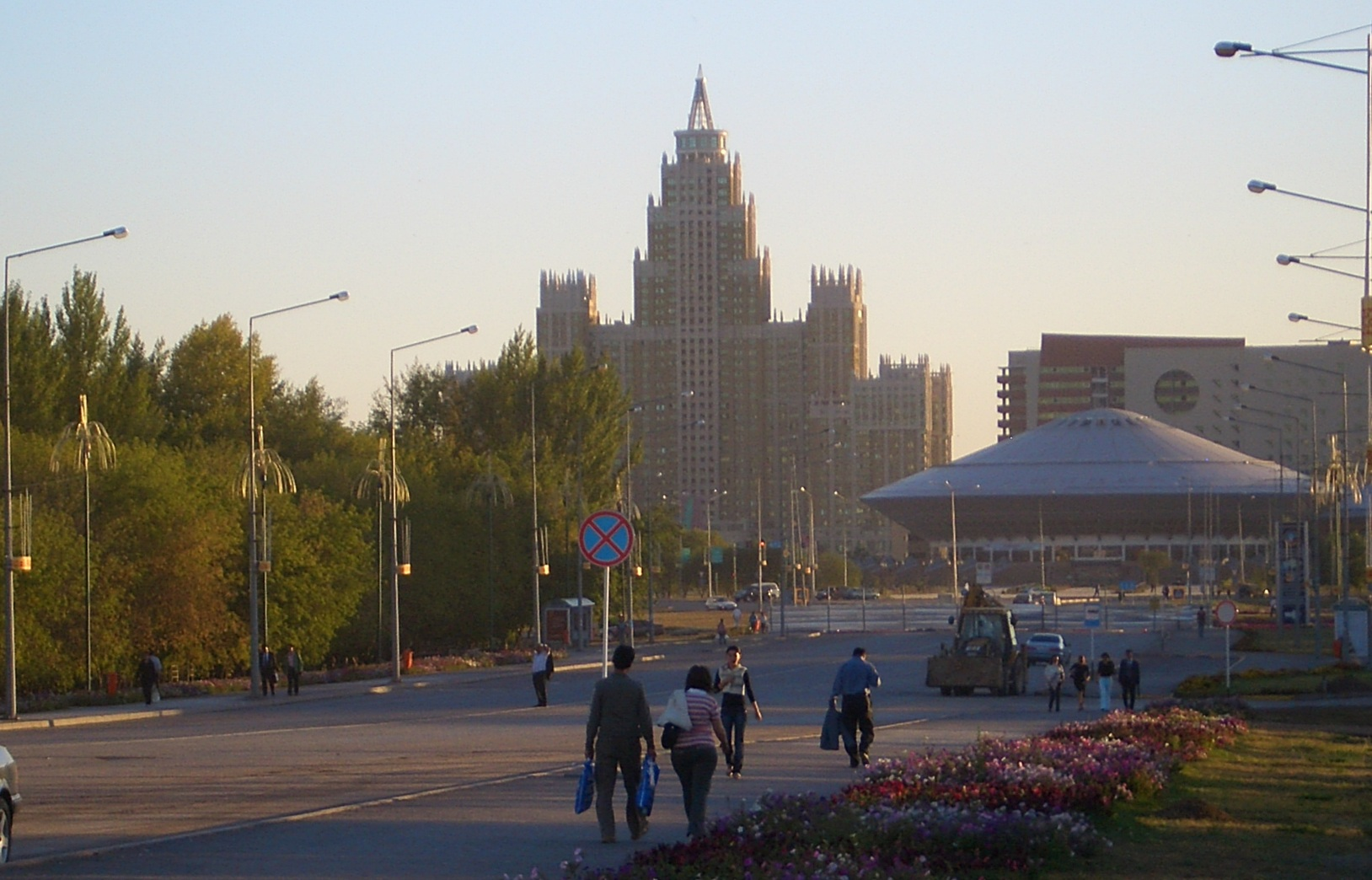
El triunfo de Astaná

En diciembre de 2006, el presidente kazajo Nursultán Nazarbáyev presentó los planos para construir el Xan Şatırı, un inmenso "tendido" transparente sobre una gran parte de la ciudad, de 150 metros de altura construida por el arquitecto británico Norman Foster. Esta obra faraónica tardó más de un año en construirse. Norman Foster ya había diseñado otros dos edificios para la ciudad, entre los cuales está el Auditorio nacional de Kazajistán.

### Lugares de interés
La Avenida de la República es el centro principal de actividad en la ciudad, donde hay tiendas, cafeterías, restaurantes y discotecas que merecen la pena visitar. 
- Bayterek: Torre y monumento símbolo de la nueva Astaná.
- Xan Şatırı (Han Şatyr) Carpa gigante de 150 metros de altura con una base elíptica de 200 metros que cubren unos 140 000 metros cuadrados. Bajo la carpa hay un área que cubre una superficie equivalente a diez campos de fútbol y que es un parque interno a escala urbana dedicado a las compras y al entretenimiento, con calles peatonales y plazas, con un río interno, un centro comercial, un espacio para el minigolf y una playa cubierta.[26]

- Avenida de la República: actúa como el centro principal de la actividad.
- Oceanarium.
- Centro Islámico.
- Catedral Católica.
- Mezquita de Nur-Astaná.
- Palacio de la Paz y la Reconciliación.
- Universidad Nazarbayev
- Universidad Nacional de Eurasia

### Centro islámico
El centro islámico, que llama poderosamente la atención, fue construido en 2005 gracias al patrocinio del emir de Catar. Se compone de una mezquita, una madrasa y una biblioteca. La mezquita tiene cuatro minaretes de 63 metros de altura cada uno y una capacidad para 5000 personas. La altura de su cúpula es de 43 metros.

### Museos
- Centro Presidencial de la Cultura
- Mausoleo de Kabanbay batır
- Complejo memorial ético de Atameken
- Museo S. Seyfullïn
- Museo del Presidente de la República de Kazajistán

### Teatros
- Teatro dramático ruso Gorky
- Teatro kazajo K. Qwanışbaev
- Ópera nacional de K. Baysetova
- Sala de conciertos central de Kazajistán

### Monumentos
- Monumento Otan Korgaushilar

Vista del centro de Astaná

- Monumento en homenaje a las víctimas de la represión política
- Monumento en homenaje a los kazajos muertos en la guerra de Afganistán
- Plaza central
- Monumento en homenaje a Kenesarı khan

### Monumentos arquitectónicos
- Ciudad Buzok
- Iglesia de Konstantin y Jelena
- Edificios del siglo XIX
- Mezquita verde
- Mezquita de Nur-Astaná

## Educación

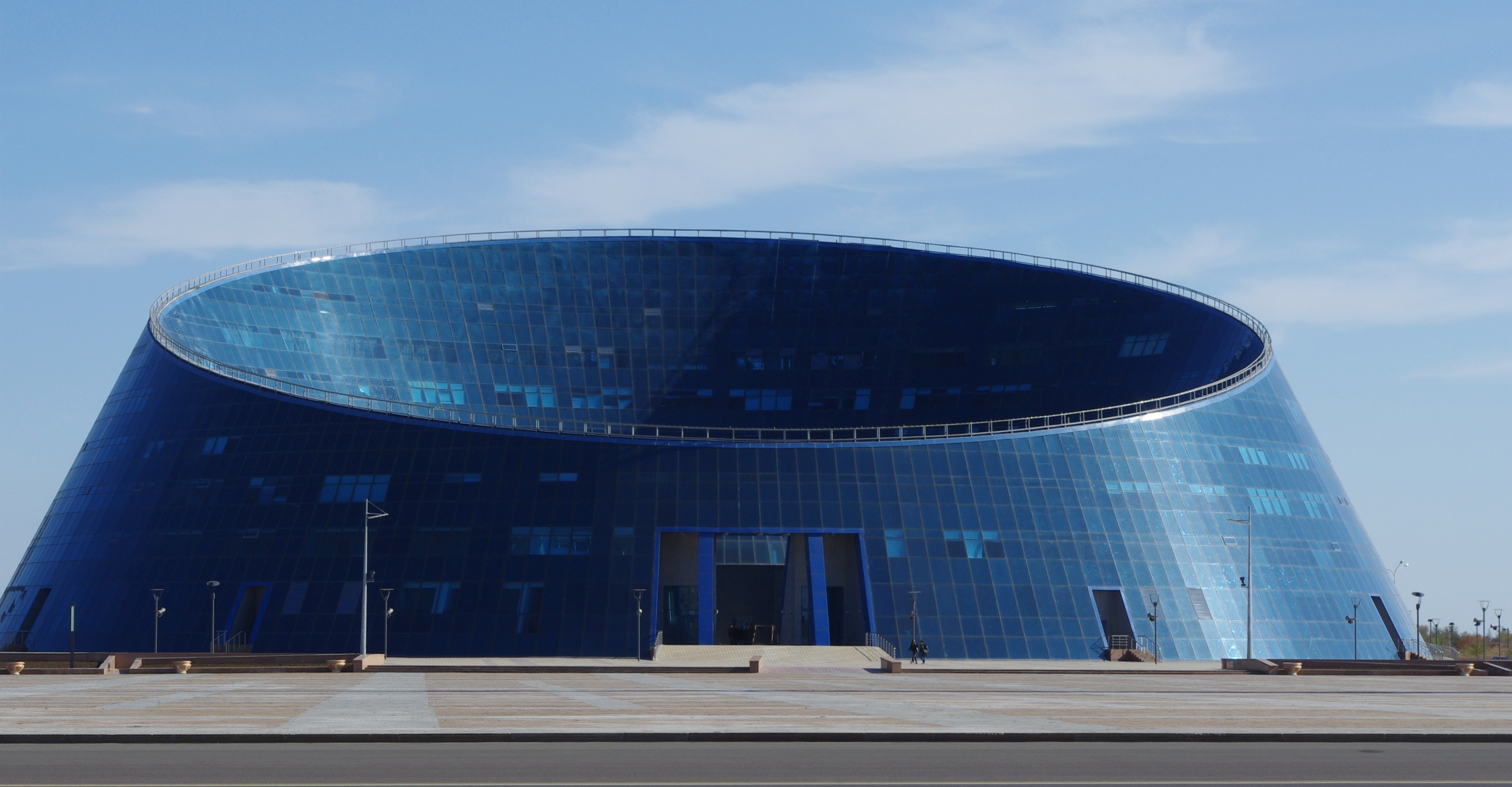
Universidad Nacional de Artes de Kazajistán

Astaná cuenta con numerosas universidades y colegios universitarios. En el curso 2013/2014, un total de 53,561 estudiantes estaban matriculados en sus 14 instituciones de educación superior, un aumento del 10% con respecto al año anterior. La Universidad Nacional de Eurasia es la mayor universidad de Astaná, con 16.558 alumnos y 1.678 personal académico. Fue fundada como resultado de la fusión del Instituto de Ingeniería Civil de Akmola con el Instituto Pedagógico de Akmola el 23 de mayo de 1996. Pero la universidad más antigua de Astaná es la Universidad Técnica Agro S. Seifullin Kazakh fundada en 1957.
Otros centros de educación superior son la Universidad Nazarbayev, un centro de investigación autónomo, fundado en 2010 en asociación con algunas de las mejores universidades del mundo; la Universidad de Economía, Finanzas y Comercio Internacional de Kazajistán, especializada en finanzas; el Instituto Kazajo de Humanidades y Derecho, especializado en leyes y fundado por iniciativa del Ministerio de Justicia en 1994; la Universidad Médica de Astaná, la única escuela de medicina que hubo en Astaná hasta la apertura de la Escuela de Medicina en la Universidad Nazarbayev en 2014; y la Universidad Nacional de Artes de Kazajistán, la principal escuela de música, que proporciona a Astaná especialistas profesionales altamente cualificados en el campo de las Artes.

## Transportes

### Aéreo
El Aeropuerto Internacional Nursultán Nazarbáyev, diseñado por el arquitecto japonés Kishō Kurokawa, se encuentra a 14 km de la ciudad, es el segundo más importante del país y de tipo público.

### Transporte público

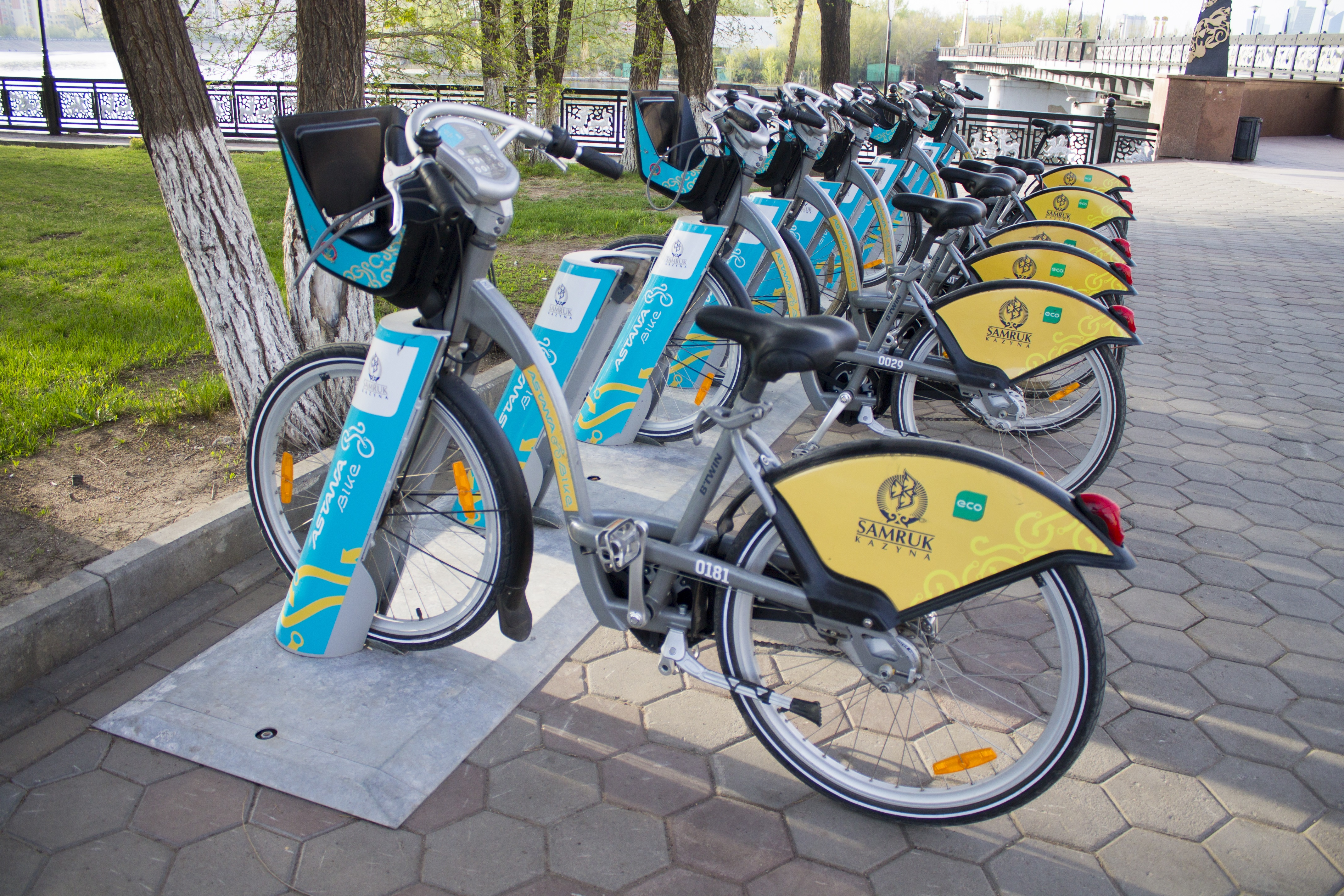
La ciudad posee un moderno sistema de bicicletas compartidas, Astana Bike

El transporte público en Astaná consiste en autobuses y taxis compartidos. Más de 720 000 personas usan el transporte público diariamente. Hay más de 40 líneas de autobuses servidas por más de 1000 vehículos, con más de 3000 personas trabajando en este sector. Al igual que los autobuses, los taxis compartidos tienen sus propias rutas predefinidas y funcionan de forma compartida. Hay nueve rutas de taxi compartidas en total. 
Está previsto construir un sistema de tren ligero, el Astana Light Metro. Astaná también tiene servicio de taxi aéreo y además posee moderno sistema de bicicletas compartidas llamado Astana Bike.
También se tiene previsto construir el Metro de Astaná hacia el año 2010. Es también parte del plan económico de Kazajistán, ya que el país no cuenta con sistema de funcionamiento del metro.

### Ferrocarril

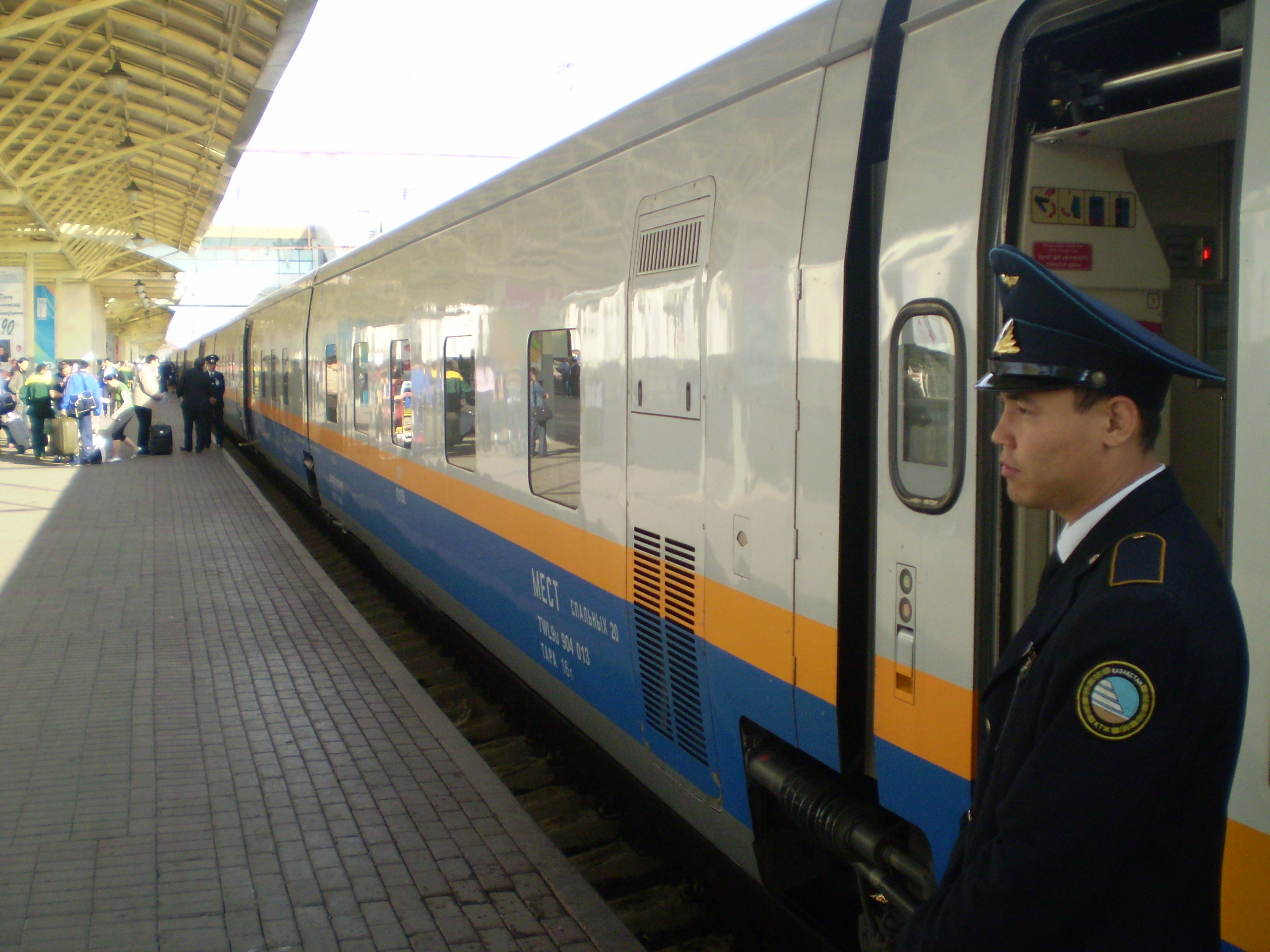
El Tulpar Talgo es un tren expreso diario a Almaty.

Astana se encuentra en el centro del país, por lo que actúa como un nodo de transporte bien situado dentro de las redes ferroviarias del país.
La ciudad cuenta con dos estaciones ferroviarias: Nur-sultán 1 es la principal y más antigua, y atiende a unas 7000 personas al día, mientras que Nur-Sultán-Nurly Jol se construyó con motivo de la Expo 2017. Hay planes a corto plazo de construir una nueva estación de ferrocarril en el distrito industrial y en las inmediaciones de CHPP-3 se construirá una nueva terminal para vagones de carga.
La ciudad cuenta con diversos trenes a las ciudades más importantes del país, como Karagandá, Pavlodar, Kokshetau y Atbasar. Además, Tulpar Talgo proporciona una conexión diaria con la antigua capital del país, Alma Ata. Por otra parte, Astana dispone de diversas conexiones por tren con el extranjero, con países como Rusia, Ucrania, Kirguistán y Uzbekistán, con una frecuencia aproximada de un tren semanal. Igualmente, hay un tren semanal a la ciudad de Urumchi situada en la provincia china de Sinkiang.

### Autopistas
Las carreteras M-36 Cheliábinsk-Almaty y A-343 Astana-Petropavlovsk atraviesan la ciudad. El posicionamiento geográfico estratégico de Astaná permite que la ciudad sirva como centro de transporte y recarga para los viajes por el interior del país. La ciudad posee también conexiones con el extranjero: cuenta con una autopista que tiene un primer tramo hacia Kokshetau y Petropavlovsk (y después continúa hacia Rusia) y un segundo tramo hacia Termirtau, Karagandá, Baljash y Alma Ata (para después continuar hacia China).

## Deportes

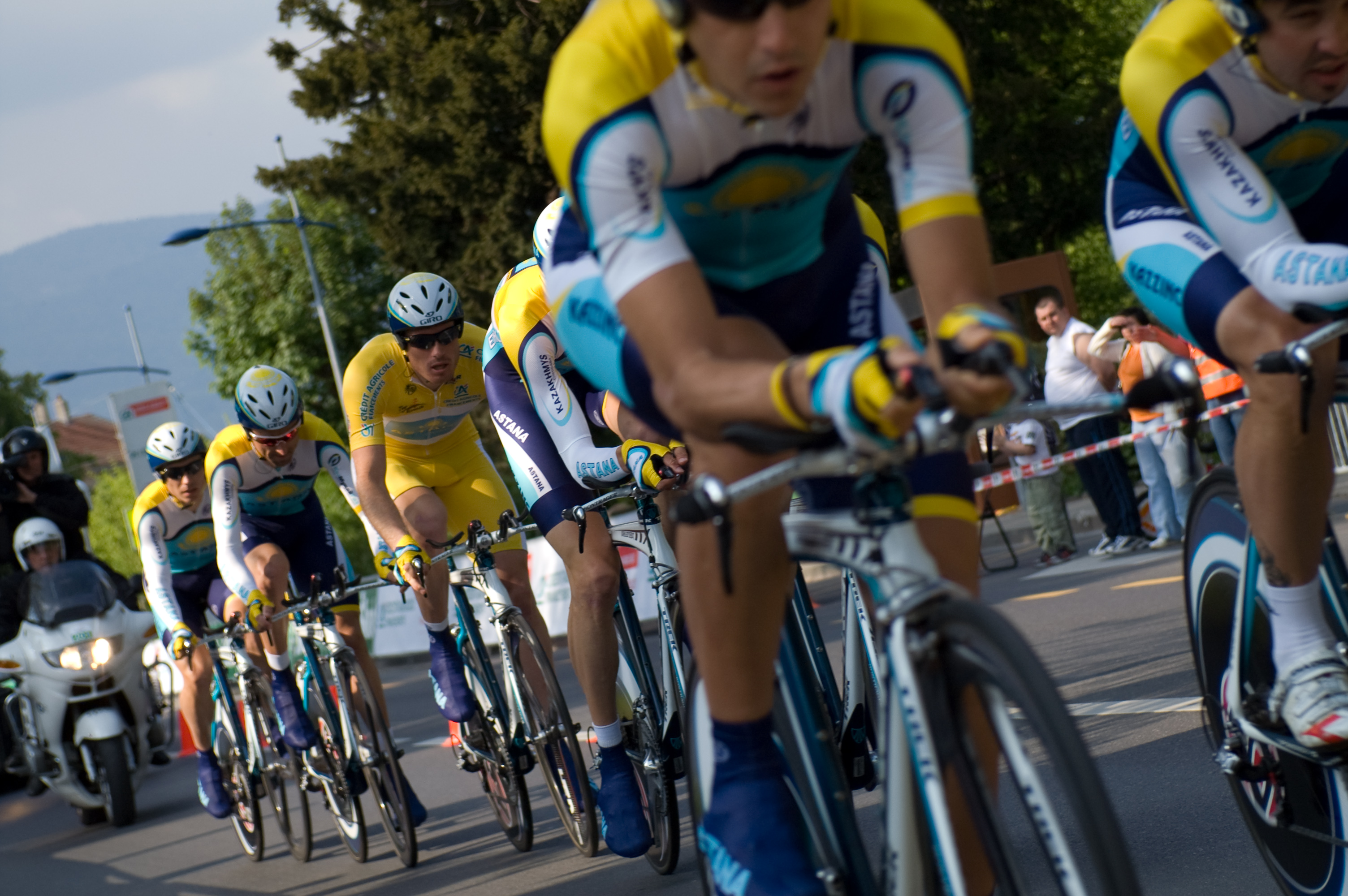
Vista del pelotón del equipo ciclista que lleva el nombre de la ciudad

Astaná tiene una variedad de equipos deportivos. El FC Astana es un equipo de fútbol de la Super Liga de Kazajistán, que ganó el campeonato nacional en 2014, 2015 y 2016. La ciudad es también la sede de los Astana Tigers, un equipo de baloncesto que consiguió el título en la temporada 2004/2005, y que posteriormente sería rebautizado como B.C. Astana, así como el Barys Astana de la Liga de Hockey sobre hielo de Kazajistán. Además, desde 2006 el gobierno kazajo comenzó a patrocinar un equipo ciclista con licencia del UCI ProTour, el Equipo Astana. Participó en el Tour de Francia 2007 con los uniformes nacionales azules, pero fueron excluidos durante la carrera después de la condena de Aleksandr Vinokúrov por dopaje, no participó en el 2008. En el Tour de Francia de 2009 consiguió colocar a uno de los integrantes de Astana pro team en lo más alto del podio en la clasificación final. También en el año 2014 el equipo ciclístico Astana ganó el Tour de Francia con el corredor italiano Vincenzo Nibali. Se ha decidido construir un pabellón en la ciudad en el que alojar a un equipo de Bandy que sería conocido con el nombre de Dynamo de Astaná.

## Ciudades hermanadas
- Valera (Venezuela)
- Ankara (Turquía)
- Amán (Jordania)
- Esmirna (Turquía)
- Gdansk (Polonia)[32]
- Kazán (Rusia)
- Manila (Filipinas)[33]
- Ciudad de México (México)
- Caracas (Venezuela)
- Moscú (Rusia)
- Pekín (China)[34]
- Riga (Letonia)[35]
- San Petersburgo (Rusia)
- Seúl (Corea del Sur)
- Tiflis (Georgia)[36]
- Varsovia (Polonia)

- Valencia, Venezuela